# Sorbus pseudovertesensis
Sorbus pseudovertesensis är en rosväxtart som beskrevs av Ádám Boros. Sorbus pseudovertesensis ingår i släktet oxlar, och familjen rosväxter. Inga underarter finns listade i Catalogue of Life.